# تیری بورکار
تیِری بورکار (فرانسوی: Thierry Burkhard‎؛ زادهٔ ۳۰ ژوئیه ۱۹۶۴) فرمانده نظامی اهل فرانسه است، که هم‌اکنون به‌عنوان رئیس ستاد دفاع فرانسه فعالیت می‌کند.